# Резолюция Совета Безопасности ООН 35
В резолюции 35 Совета Безопасности Организации Объединенных Наций, принятой 3 октября 1947 года, Генеральному секретарю было предложено как можно скорее созвать и согласовать график работы комитета из трёх человек, предусмотренный в резолюции 31 Совета Безопасности Организации Объединенных Наций.
Резолюция была принята девятью голосами «за» при воздержавшихся Польше и Советском Союзе.